# Realidad (álbum de Módulos)
Realidad es el álbum debut de la banda de rock progresivo española Módulos, lanzado en 1970 bajo el sello Hispavox. Es conocido por incluir la canción más conocida del grupo, «Todo tiene su fin», la cual había sido lanzada como sencillo tiempo (junto a «Nada me importa» como cara B) antes de la publicación del disco.

## Lista de pistas
| N.º | Título            | Compositor                  | Duración |
| --- | ----------------- | --------------------------- | -------- |
| 1.  | Realidad          | Juan Reyzábal, José Robles  | 4:57     |
| 2.  | Noche de amor     | Tomás Bohórquez, Robles     | 6:12     |
| 3.  | Luz errante       | Reyzábal, Robles            | 3:06     |
| 4.  | Yesterday         | John Lennon, Paul McCartney | 5:16     |
| 5.  | Todo tiene su fin | Reyzábal                    | 5:07     |
| 6.  | Cuando te espero  | Bohórquez, Robles           | 4:31     |
| 7.  | Nada me importa   | Reyzábal, Robles            | 3:34     |
| 8.  | Dulces palabras   | Bohórquez                   | 4:07     |
| 9.  | Hello, Goodbye    | Lennon, McCartney           | 4:46     |

## Créditos

### Banda
José «Pepe» Robles Rodríguez: Guitarras, voz
Tomas Bohórquez Nieto: Órgano eléctrico hammond, acordeón, trompas, triángulo.
Juan Antonio García Reyzábal: Batería, violín.
Emilio Bueno Flores: Bajo eléctrico, contrabajo.

### Créditos adicionales
Francisco Ontañón Núñez: Fotografía de la portada.
Rafael Trabucchelli: Producción